# Canton d'Amiens 1er (Ouest)
Le canton d'Amiens 1er (Ouest) est une ancienne division administrative française située dans le département de la Somme et la région Picardie.

## Administration

### 1973 - 2015
| Régime        | Début | Fin              | Conseiller                | Parti | Parti | Observation                                                                                      |
| ------------- | ----- | ---------------- | ------------------------- | ----- | ----- | ------------------------------------------------------------------------------------------------ |
| Ve République | 1973  | 1978 (démission) | Maxime Gremetz            |       | PCF   | Métallurgiste Député (1978-1981, 1986-1988 et 1993-2012) Député européen (1979-1986)             |
| Ve République | 1978  | 1988             | Marie-Stéphanie Kaczmarek |       | PCF   | Infirmière Conseillère municipale d'Amiens                                                       |
| Ve République | 1988  | 1994             | Serge Delignières         |       | PS    | Maître de conférences à l'Université d'Amiens Adjoint au maire d'Amiens                          |
| Ve République | 1994  | 2015             | Claude Chaidron           |       | PCF   | Postier Président de l'Office public de l'habitat en Somme Elu en 2015 dans le Canton d'Amiens-1 |

À la suite du redécoupage de 2014, la partie amiénoise de ce canton se retrouve dans le canton d'Amiens-1 (avec la partie amiénoise du canton d'Amiens Nord-Ouest), tandis que les communes de Dreuil-les-Amiens et Saveuse rejoignent le canton d'Ailly-sur-Somme.

## Composition
Le canton d'Amiens-1 groupe 3 communes et compte 20654 habitants (recensement de 2012 de la population municipale).
| Nom                            | Code Insee | Intercommunalité    | Population (dernière pop. légale)                |
| ------------------------------ | ---------- | ------------------- | ------------------------------------------------ |
| Amiens (bureau centralisateur) | 80021      | CA Amiens Métropole | Fraction : 18 574(2012) Commune : 132 479 (2014) |
| Dreuil-lès-Amiens              | 80256      | CA Amiens Métropole | 1 537 (2014)                                     |
| Saveuse                        | 80730      | CA Amiens Métropole | 886 (2014)                                       |

## Démographie
| 1975 | 1982 | 1990   | 1999   | 2006   | 2011   | 2012   |
| ---- | ---- | ------ | ------ | ------ | ------ | ------ |
| -    | -    | 20 755 | 21 188 | 20 715 | 20 825 | 20 654 |